# Zoaga (Yargatenga)
Pour les articles homonymes, voir Zoaga.
Zoaga est un village du département et la commune rurale de Yargatenga, situé dans la province du Koulpélogo et la région du Centre-Est au Burkina Faso.

## Santé et éducation
Zoaga accueille un centre de santé et de promotion sociale (CSPS).